# Muhàmmad Xah I Khalji
Alí Garxasp Alà-ad-Din Muhàmmad-Xah Khaljí fou soldà de Delhi de la dinastia khalji. Era nebot del fundador de la dinastia, el sultà Djalal al-Din Firuz Shah Khalji, i es va casar amb una de les seves filles. El 1292, Malik Chajju Kishli Khan, senyor de l'ikta (feu) de Kara Makikpur, es va revoltar i es va dirigir cap a Delhi però finalment fou derrotat i fet presoner, i llavors el govern de Kara Manikpur fou donat a Ali Garshasp que poc després fou enviat en expedició a Malwa, on va capturar Bhilsa i va fer un botí considerable amb el que va tornar a Delhi rebent Oudh com ikta addicional.
El 1294 Ali Garshasp va anar a conquerir Deogiri o Devagiri, capital del raja yadava Rama Chandra; amb uns set mil soldats es va dirigir a Ellichpur (al Berar) on va fer creure que era un noble descontent que anava al sud a posar-se al servei de Rajamundri al sud de Telingana. Així va sorprendre al raja yadava al que va derrotar en una batalla prop de la ciutat de Deogiri; Rama Chandra es va refugiar a la fortalesa; Ali Garshasp va derrotar tanmateix al fill gran del raja Shankar (Singhanader o Sankhder segons altres fonts) que va haver de demanar la pau i cedir la província d'Ellichpur i pagar un tribut en or, plata, joies, cavalls i elefants.
Llavors va tornar a Kara Manikpur. Firuz va deixar passar que havia iniciat l'atac a Deogiri sense el seu permís. Suposadament penedit per haver actuat sense ordes del sultà, va aconseguir que Firuz el visités a Kara Manikpur i el perdonés formalment; quan Firuz era prop de Kara Manikpur va trobar al seu nebot que l'esperava acampat a la riba del Ganges; en el moment de la trobada Ala al-Din el va assassinar, i es va proclamar immediatament sultà (19 de juliol de 1296) dirigint-se després a Delhi, on s'havia proclamat el seu cosí Rukn al-Din Ibrahim Shah Khalji al que va derrotar (desembre de 1296). Després va conquerir Multan on estava l'hereu legítim Arkali Khan i els seus germans (febrer de 1297) que foren cegats i empresonats.
Al final de les pluges del 1297 els mongols del kanat de Txagatai van atacar el sultanat però foren rebutjats. El 1298 els mongols van fer una nova expedició aquesta vegada dirigida per un cap mongol de nom Saldi que fou derrotat pel general Zafar Khan, que va fer dos mil presoners. El febrer de 1299 un exèrcit dirigit per dos dels germans del sultà, Ulugh Khan i Nusrat Khan, va atacar el Gujarat i va saquejar algunes ciutats; van entrar a l'antiga capital Anahilwara (Patan) però el sobirà el raja Karan va poder fugir a Devagiri; el botí fou considerable i entre els objectes figurava un ídol trobat a Somnath que havia substituït al que el sultà Mahmud de Gazni havia destruït quasi tres segles abans.
Al final de la temporada de pluges del 1299 els mongols dirigits per Kutlugh Khwadja van atacar altre cop i van arribar fins prop de Delhi; els consellers del sultà li van recomanar pagar un tribut, però Ala al-Din va refusar aquest consell i va reunir un exèrcit amb el que va acampar a la plana de Siri; en la batalla que va seguir el general Zafar Khan fou fet presoner i va ser executat però els mongols finalment es van retirar.
El 1300 va enviar un exèrcit a Rathambor. Durant les operacions Ala al-Din va participar en una cacera a Tilpat i es va allunyar del grup; el seu nebot Akat Khan, que el va veure sense protecció, el va tacar amb una fletxa i pensant que l'havia matat, va tornar al campament on es va proclamar sultà amb el suport dels mongols musulmans; però abans de poder controlar la situació el sultà, que només havia estat ferit, ajudat per alguns dels seus fidels, va retornar al campament i va sufocar la revolta; Akat Khan fou torturat i executat. Ala al-Din va seguir les operacions contra Rathambor i en aquest temps es van produir dues revoltes de nebots seus, un a Badaun i un altre a Oudh, que foren sufocades fàcilment; més greu fou la revolta d'Hadjdji Mawla, que es va apoderar del Palau Roig de Delhi i va posar al tron un sayyid descendent per la seva mare de l'antic sultà Shams ad-Din Iltutmish al-Kutbi ibn Yalam Khan (1210/1211-1236), però en una setmana la rebel·lió fou controlada per malik Hamid al-Din conegut com a Amir-i Kuh.
D'altra banda Rathambor fou ocupada (1301) i el 1302 va iniciar el setge de Chitor que fou ocupada el gener de 1303 i el seu raja Ratan Singh fou capturat i empresonat a Delhi. El 1303 els mongols de Txagatai, sabent que el sultà estava ocupat al setge de Chitor, van fer un nou atac dirigit per Targhi Khan (Turgaï Khan), amb un contingent de 120.000 cavallers, i va arribar fins al riu Yamuna. Ala al-Din, havia sortir ja de Chitor i retornava en aquell moment i es va tancar a la fortalesa de Siri on fou assetjat. Sobtadament, per motius desconeguts, els mongols, que ocupaven les millors posicions, es van retirar, si bé saquejant tota la regió i el Panjab (1304); això fou atribuït al fet que el sultà havia demanat al shaykh sufita Nizam al-Din Awliya de pregar per la seva victòria.
Ala al-Din va ordenar restaurar totes les fortaleses del nord-oest i hi va instal·lar guarnicions, per prevenir futurs atacs mongols. Aquestos van retornar el 1305; al trobar els forts ben defensats, els atacants van evitar les fortaleses i van avançar per la línia dels Himalaies cap a Amroha a uns 130 km a l'est de Delhi on foren interceptats per l'exèrcit del sulta dirigit pels maliks Tughluk i Kafur que els va derrotar, fent presoners als caps Ali Beg i Tartak Khan i fins a 8000 homes; aquestos presoners foren massacrats i els seus cranis penjats als murs de la fortalesa de Siri. El mateix 1305 va enviar a Ayn al-Mulk Multani que va ocupar diverses places com Ujjain, mandu i Chanderi; el raja de Jalore, Kanhar Deo, desencoratjat, es va sotmetre i va acompanyar a Ayn al-Mulk a Delhi on va oferir fidelitat al sultà. El març de 1306 va enviar l'eunuc turc Malik Kafur (ara Malik Naib) per castigar a Rama Chandra, que feia anys que no pagava el tribut; també se li va encarregar de portar a Delhi a Dewal Dewi, filla del fugitiu sultà de Gujarat, ja que la seva mare la volia veure; la princesa fou portada a Delhi on es va casar amb Khidr Khan, fill del sultà. Malik Naib va posar un oficial de confiança al front d'Ellichpur i es va dirigir a Devagiri (Deogir o Deogiri) on Rama Chandra es va sotmetre sense lluita i fou tractat amb generositat: va rebre el títol de ray-rayan i va poder conservar Deogiri com a vassall.
Els mongols van tornar el 1306 dirigits per Kabak Khan i van creuar l'Indus prop de Multan però foren rebutjats i derrotats pel malik Tughluk quan ja es retiraven. Els mongols es van reorganitzar i van tornar a l'atac dirigits per Ikbalmand que fou derrotat i mort; els presoners foren executats per orde del sultà. Després d'això els mongols van quedar desencoratjats i van tardar anys a fer una nova expedició, limitant-se a expedicions menors a la zona de frontera. Segons una inscripció a la mesquita de Multan, Malik Tughluk hauria derrotat als mongols 29 vegades i per això va rebre el títol de Malik al-Ghazi (o Ghazi Malik, després Tughluk Shah I)
Malik Naib (Malik Kafur) va conquerir vers 1307 la fortalesa de Siwana al Merwar, el senyor de la qual, raja Sital Deo es va sotmetre i va donar cent elefants i altres regals de valor, però el seu estat fou annexionat si bé va poder conservar el govern de la fortalesa. El 1308 va tornar a Jalore, va derrotar a Kanhar Deo, i el va matar. El 1309 va sortir de Delhi per anar a lluitar contra els kakatyes de Telingana que tenien capital a Warangal; aquesta ciutat fou conquerida i el raja Prataprudra Deo II es va sotmetre i va entregar cavalls, elefants, joies i peces d'or, i va pagar un fort tribut. El 1310 Malik Naib fou enviat altre cop al sud, aquesta vegada acompanyar de Khwadja Hadjdji (Khoja Hajji) i van passar per Deogiri (on governava ara el fill de Rama Chandra, Sankara o Shankar (també Singhanader o Sankhder) arribant a Duara Samudra, capital del sobirà hoysala Vira Ballala III; la ciutat fou conquerida i llavors Malik Naib va atacar als Pandya, el regne dels quals estava governat ara per Vira Pandya. Sundar Pandya que havia assassinat al seu pare però no havia pogut assolir el tron davant el seu germà Vira, va demanar ajut a Delhi; quan Vira Pandya va saber que Malik Naib avançava cap a la capital, Madurai (Madura), va fugir i el general musulmà va entrar a la ciutat sense lluita.
Malik Naib encara va fer una altra expedició al sud, contra el raja de Devagiri, Sankara o Shankar (fill i successor de Rama Chandra) que desafiava l'autoritat d'Ala al-Din (1310). El raja Sankara va morir. Després, per reafermar l'autoritat de Delhi, va ocupar diverses fortaleses al sud i va annexionar el territori entre els rius Khrishna i Tungabhadra.
Va fer diverses reformes: per evitar la concentració de riquesa i poder que portava a revoltes, va decretar que totes les terres sense arrendataris, quedaven confiscades a profit de l'estat, amb el que els grans senyors només conservaven els ingressos d'un nombre limitat de terres el que reduïa la seva capacitat de revolta. Va millorar el sistema d'espionatge intern; va prohibir el consum d'alcohol (el vi es consumia de manera abundant tot i la prohibició de consum que afectava als musulmans) i de drogues i el mateix sultà va deixar de beure i va fer destruir els recipients amb líquids alcohòlics; els que van intentar introduir vi a Delhi van rebre càstigs durs però es va girar la vista quan la fabricació era per consum particular. Es van aixecar nous impostos com el de dret de pastura per cabres i vaques lleteres. Com que els impostos no podien ser apujats sense perdre suport va establir un sistema de control dels preus que fou eficaç i va permetre un mercat abundant a bon preu, al mateix temps que abaixava el preu d'un soldat (cavaller) professional el que li permetia ampliar les seves forces especialment en defensa contra els mongols; el primer pas del sistema fou un edicte que va fixar el preu del gra, es van obrir magatzems del govern, i les caravanes que passaven pel territori eren registrades perquè no poguessin eludir l'impost, i a l'estat s'havien de pagar els impostos en espècie. Malik Kabul, un home de gran honestedat, fou nomenat superintendent de mercats (shahna-i mandi) i va reprimir l'acaparament i obligar els comerciants a complir amb els pesos; després es van fixar els preus d'altres productes especialment les teles (per les que es va obrir un mercat especial), el blat, l'arròs, els cavalls, les vaques lleteres, les cabres, i alguns altres.
L'hereu designat era el seu fill Khidr Khan. Als darrers anys de la vida del sultà el príncep fou enviat a Amroha, lluny de la capital, però va tornar amb l'excusa de visitar les tombes d'alguns shyakhs. Malik Naib, que tenia molta influència sobre el sultà, el va convèncer de desheretar a Khidr Khan que fou empresonat a Gwalior, i fou designat hereu el fill més petit Shihab al-Din Umar Khalji. El sultà va morir el 6 de gener del 1316 i el jove, Shihab al-Din Umar, que era menor d'edat, fou proclamat sultà sota la regència de Malik Naib; aquest va fer cegar a Khidr Khan i al seu germà Shadi Khan que havia estat empresonat a Siri. El tercer fill, Mubarak Khan, de 18 anys, també empresonat, havia de córrer la mateixa sort, però va aconseguir subornar als seus guardians, que van assassinar Malik Naib al cap de 35 dies de govern i van proclamar regent a Mubarak; al cap de dos mesos va assolir la corona com a Kutb al-Din Mubarak Shah I Khalji i Umar va ser cegat.